# 都筑卓司
都筑 卓司（つづき たくじ、1928年6月26日 - 2002年7月13日）は、日本の物理学者。横浜市立大学名誉教授（理学博士）。

## 人物・来歴
静岡県浜松市生まれ。東京文理科大（東京教育大学の前身校の一つ）でノーベル賞物理学者の朝永振一郎に師事。
1957年8月に横浜市立大学文理学部講師となり、以後助教授（1961年4月）を経て、1972年4月に教授に就任する。
趣味は「都市探索」で、社交ダンスもたしなんだ。
1970年頃から物理学に関する約40冊以上の著書を残した。講談社ブルーバックスでは17冊の著書を刊行し、2017年現在でもシリーズ中著者として最多（刊行部数はその時点で累計340万部）である。ブルーバックスの編集者からは、都筑の著書は「本が好きであれば科学の知識がなくても読めること」が魅力で、「宇宙・素粒子などの私たちの日常とはかけ離れた世界を題材にして「科学」というものの「驚き」を教えてくれ」、「ブルーバックスの原点ともいえるスタイル」との評価を受けている。

## 著書
- 『理論物理学入門I 物理の中で数はどういう役割をしているか』総合図書、1966年
- 『理論物理学入門II 時間と空間の物理』総合図書、1966年
- 『量子論入門 ミクロの世界の法則』総合図書、1967年
- 『統計力学入門 ―自然科学になぜ統計が必要か―』総合図書、1968年
- 『パズル・物理入門 楽しみながら学ぶために』講談社《講談社ブルーバックス》、1968年（新装版2002年）
- 『四次元の世界―超空間から相対性理論へ』講談社《講談社ブルーバックス》、1969年（新装版2002年）
- 『マックスウェルの悪魔 確率から物理学へ』講談社《講談社ブルーバックス》、1970年（新装版2002年）
- 『ふしぎ科学パズル』講談社《講談社ブルーバックス》、1970年
- 『不確定性原理―運命への挑戦』講談社《講談社ブルーバックス》、1970年（新装版2002年）
- 『素粒子入門総合科学出版』1970年
- 『タイムマシンの話 超光速粒子とメタ相対論』講談社《講談社ブルーバックス》、1971年（新装版2002年）
- 『新・パズル物理入門 常識を破ってみよう』講談社《講談社ブルーバックス》、1972年（新装版2002年）
- 『はたして空間は曲がっているか 誰にもわかる一般相対性理論』講談社《講談社ブルーバックス》、1972年
- 『理論物理学入門 自然のさまざまな現象の中に美しい法則性を探るこころみ』総合科学出版、1973年
- 『「力」の発見 てこの原理から統一場理論まで』講談社《講談社ブルーバックス》、1973年
- 『トポロジー入門』日科技連、1974年（講談社ブルーバックス版2019年）
- 『物理法則集』ごま書房、1974年
- 『自然科学を考える物理学』開成出版、1974年
- 『物理学はむずかしくない』講談社《講談社現代新書》、1976年
- 『物理質問箱 はて、なぜ、どうして？』講談社《講談社ブルーバックス》、1976年
- 『超常現象の科学 霊魂からブラックホールまで』講談社《講談社ブルーバックス》、1977年
- 『ベンツと大八車 日本人のアタマVS西洋人のアタマ』講談社、1977年
- 『科学の目 太陽が西から昇る』講談社《講談社現代新書》、1978年
- 『「場」とはなにか 自然界の「力」の統一像を求めて』講談社《講談社ブルーバックス》、1978年
- 『四次元問答 ビッグ・バンから銀河鉄道まで』講談社《講談社ブルーバックス》、1980年
- 『物理トリック ＝だまされないぞ！』講談社《講談社ブルーバックス》、1981年
- 『物理の窓』開成出版、1983年
- 『日本人の科学観 ベンツと大八車』講談社、1984年
- 『日本の名随筆集 宙』（梅原猛 編 1984年4月20日）
- 『10歳からの相対性理論 アインシュタインがひらいた道』講談社《講談社ブルーバックス》、1984年
- 『物性物理学 基礎と応用』森北出版、1985年
- 『独創知 -アルカリ発想のすすめ』講談社、1987年
- 『10歳からの量子論 現代物理をつくった巨人たち』講談社《講談社ブルーバックス》、1987年
- 『自然界の大きさ 物理入門のための9章』丸善、1988年
- 『10歳からのクォーク入門 究極の粒子をつきとめた巨人たち』講談社《講談社ブルーバックス》、1989年
- 『時間の不思議 タイムマシンからホーキングまでムムッ、虚時間？』講談社《講談社ブルーバックス》、1991年
- 『もっとわかる相対性理論 相対論とその最新知識がわかる88のQ&A』日本実業出版社、1993年
- 『なっとくする熱力学』講談社、1993年
- 『なっとくする統計力学』講談社、1993年
- 『なっとくする量子力学』講談社、1994年
- 『絵でわかる量子力学』オーム社、1995年
- 『なっとくする物理数学』講談社、1995年
- 『なっとくする解析力学』講談社、1996年
- 『身近な世界の不思議な科学 電気・磁力の世界から宇宙・地球まで』PHP研究所、1996年
- 『誰にもわかるアインシュタインのすべて ―宇宙の謎がよくわかる本』講談社、1998年
- 『なっとくする音・光・電波』講談社、1998年
- 『月刊たくさんのふしぎ熱はつたわる 1998年11月号』福音館書店、1998年
- 『ゼロから学ぶ力学』講談社《全集叢書》、2001年
- 『なっとくする虚数・複素数の物理数学』講談社、2001年

## 論文
学位論文
都筑卓司 The theory of surface effect 東京教育大学 博士(理学) 1962年
英文
- Tsuzuki,T. Surface Free Energy of a Dilute Gas. J. Phys. Soc.,15:2197-2205,1960.
- Tsuzuki,T. Quantum Statistics of Surface Effect. J. Phys. Soc.,16:377-392,1961.
- Tsuzuki,T. On the Theory of the Melting of Molecular Crystals. J. Phys. Soc.,21:25-31,1966.
- Tsuzuki,T. Quantum Effect In the Theory of Melting. J. Phys. Soc.,21:2132-2139,1966.

和文
- 都筑卓司 振動子の分配凾数の攝動的取扱について 物性論研究、第1954巻77号、37-42頁、1954年
- 都筑卓司 薄いヘリウムのボーズ凝縮について 物性論研究、第1955巻80号、37-51頁、1955年
- 戸田盛和、都筑卓司 気体の輸送現象に関する一考察 物性論研究、第1955巻90号、1-7頁、1955年
- 都筑卓司 帯電したBose粒子について 物性論研究、第1956巻95号、112-119頁、1956年
- 都筑卓司 帯電したBose粒子について.II 物性論研究 2 集、第2巻1号、123-134頁、1957年
- 都筑卓司 表面張力に関する一考察 物性論研究 2集、第3巻4号、477-484頁、1958年
- 都筑卓司 液体ヘリウムに関する一考察 物性論研究 2集、第4巻2号、142-158頁、1958年
- 都筑卓司 帶電したBose粒子についてIII 物性論研究 2集、第4巻6号、744-763頁、1958年
- 都筑卓司 金属薄膜に関する一考察 物性論研究 2集、第6巻5号、605-612頁、1959年
- 都筑卓司 有限な体積の中の理想気体 物性論研究 2集、第7巻6号、457-464頁、1960年
- 都筑卓司 第 1 次相転移 物性研究、第4巻2号、114-128頁、1965年